# Trepuzzi
Trepuzzi est une commune italienne de la province de Lecce, dans la région des Pouilles.

## Administration
| Période                                  | Période  | Identité       | Étiquette | Qualité |
| ---------------------------------------- | -------- | -------------- | --------- | ------- |
| 30/05/2006                               | En cours | Cosimo Valzano | N/A       |         |
| Les données manquantes sont à compléter. |          |                |           |         |

### Communes limitrophes
Campi Salentina, Lecce, Novoli, Squinzano.